# Wilhelm Tell von Fellenberg
Wilhelm Tell von Fellenberg (* 9. Oktober 1798 in Hofwil bei Münchenbuchsee; † 22. März 1880 in Merzig) war ein landwirtschaftlicher Reformer und Unternehmer.

Wilhelm Tell von Fellenberg

## Leben
Wilhelm Tell von Fellenberg ist der älteste Sohn des schweizerischen Pädagogen und Agronomen Philipp Emanuel von Fellenberg. Aufgewachsen in Hofwil bei Bern, studierte er Geschichte in Heidelberg, Jena und Berlin. In dieser Zeit lernte er durch viele Wanderungen die preußischen und thüringischen Lande kennen.
Nach kurzer Lehrtätigkeit im elterlichen Hofgut Hofwil, wo er die Tochter Anna Rosalie Virginie des Keramik-Unternehmers Johann Franz Boch-Buschmann kennenlernte, begab er sich zu weiteren Studien nach Paris. Am 27. Mai 1829 heiratete er Virginie Boch-Buschmann in Siebenbrunnen in Luxemburg. Ab 1831 verwaltete er für seinen Vater die Campagne Diemerswil. Im Jahre 1833 zog er in die Heimat seiner Frau nach Mettlach/Saar, wo er bis zum Tode seines Vaters 1844 lebte. Dann kehrte er nach Hofwil zurück und übernahm die Leitung des von seinem Vater eingerichteten landwirtschaftlichen Musterbetriebes. Er gab diese Leitung aber bereits 1848 ab und zog nach einem einjährigen Aufenthalt in Mettlach auf das Landgut Sonnenberg bei Bern, welches er zuvor gekauft hatte. Hier lebte er mit seiner Familie bis 1855. Im Jahr 1855 verliess er die Schweiz Richtung Saar, wo er sich 1858 in Merzig dauerhaft niederliess.
Sein Hauptaugenmerk in der neuen Heimat war die Verbesserung der Landwirtschaft. Ausgestattet mit den umfangreichen Erkenntnissen aus dem elterliche Hofgut, der ihm bereits die Präsidentschaft des ältesten landwirtschaftlichen Vereins Europas eingetragen hatte, der Ökonomischen Gesellschaft des Kanton Berns, entfaltete er rege reformerische Tätigkeiten. Gerade der Wiesenbau hatte es ihm angetan. In Besseringen errichtete er 1844 eine Wiesenbauschule, die allerdings nicht lange bestand. Aus der Notwendigkeit der Entwässerung der Wiesen gründete er 1856 eine Tonrohrfabrik, die schnell eine bedeutende Größe erlangte und später, seit 1879 im Boch’schen Unternehmen, eine bekannte Terrakottamanufaktur wurde.
Er gewann mit seinen Ideen schnell Mitstreiter, wie den katholischen Pfarrer Johann Matthias Deutsch (1797–1858), der beeinflusst von Fellenberg 1846 in Merchingen eine Ackerbauschule gründete. Auch dieser Einrichtung war nur eine kurze Wirkungszeit beschieden. Fellenberg förderte die «landwirtschaftliche Lokalabteilung» der Kreise Merzig, Saarburg und Saarlouis, die sein Freund Pfarrer Johann Matthias Deutsch leitete und den landwirtschaftlichen Verein für die Saargegend. Er nahm als Ratsmitglied der Stadt Merzig Einfluss auf die preussische Politik und gab Impulse für eine sich verantwortlich fühlende Politik.
Wilhelm Tell von Fellenberg wird von Zeitgenossen als ein Menschenfreund beschrieben, der sein Leben und Wirken den Mitmenschen widmet. Er gründete seine Lebensaufgabe auf einem evangelischen Religionsverständnis, er wollte die Sittlichkeit der Menschen über eine sinnvolle, fruchtbringende  Arbeit stärken. Dabei ging er mit Vorbild voran.
Interessant ist sein Zusammenwirken mit katholischen Reformkräften und dem lokalen Unternehmertum. Hier entstehen starke soziale und wirtschaftliche Impulse, die die untere Saargegend über seinen Tod hinaus beeinflussen sollten.
Sein Vermögen vermachte er einer Stiftung, aus der das Kreiskrankenhaus Merzig hervorging. Seine Wohn- und Wirkungsstätten, wie das Schloss Fellenberg in Merzig, bilden heute das kulturelle Zentrum von Merzig.

## Werke
- Ideen und Grundzüge zu einem Plane für die Verbesserung der Landes Cultur, Kaiserwerth 1844.